# Pentodontini
Pentodontini (Mulsant, 1842) è una tribù di coleotteri compresa nella sottofamiglia dei Dynastinae (Coleoptera: Scarabaeidae). Tra le tribù di Dynastinae è sicuramente la più numerosa.

## Descrizione

### Adulto

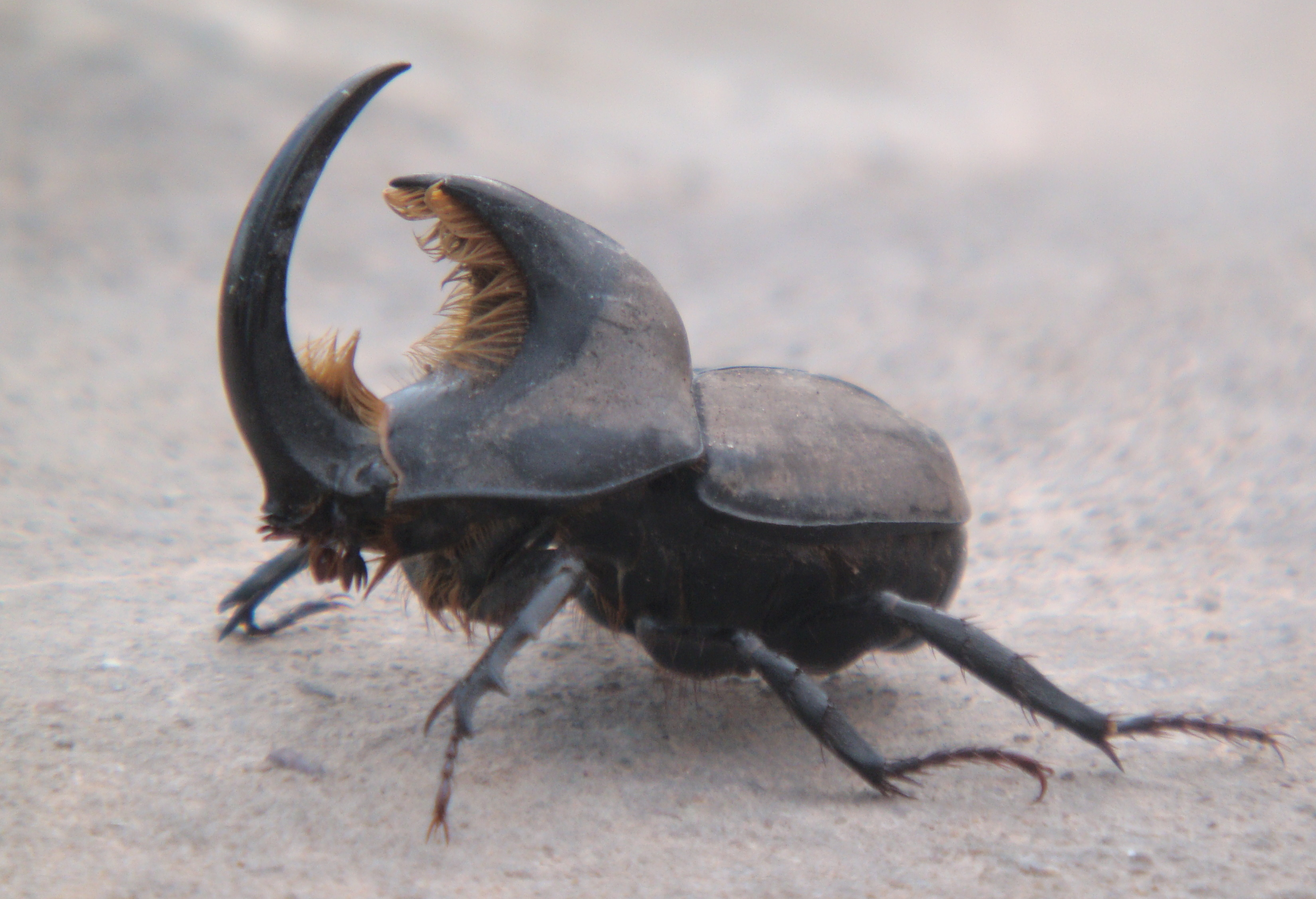
Diloboderus è uno dei pochi generi di Pentodontini in cui i maschi sono dotati di corna, nella foto D. abderus.

Al pari della generalità dei Dynastinae, questi coleotteri sono caratterizzati dalla conformazione tozza e robusta del corpo, ma differiscono dagli altri gruppi per l'assenza di processi tegumentali (comunemente chiamati corni o corna) sul capo e sul pronoto. Ciononostante esistono alcune specie di pentodontini, in particolare dei generi Phyllognathus,Dipelicus e Diloboderus, che presentano corna cefaliche sviluppate.

### Larva
Le larve hanno l'aspetto di vermi bianchi dalla forma a "C". Presentano la testa sclerificata e le tre paia di zampe atrofizzate.

## Biologia
Le larve si sono rivelate occasionalmente dannose ad alcune colture da rinnovo (mais e barbabietola), sono terricole e si nutrono rodendo le giovani piante appena sotto il colletto. Altre specie si sviluppa a discapito di radici di piante erbacee. Lo sviluppo larvale si completa in due anni e mezzo. Gli adulti volano tendenzialmente rasoterra, generalmente all'imbrunire e i maschi delle specie dotati di corna ingaggiano battaglie per la femmina e il territorio.

## Distribuzione e habitat
I pentodontini sono distribuiti in tutto il mondo, eccetto che nelle regioni polari.

## Sistematica
La tribù comprende numerosi generi tra cui:
- Adoryphonus Blackburn, 1889
- Alissonotum Arrow, 1908
- Calicnemis Laporte de Castelnau, 1832
- Coptognathus Burmeister, 1874
- Diloboderus Reiche, 1859
- Dipelicus Hope, 1845
- Eutyctus Semenov, 1889
- Haplosoma Semenov, 1889
- Heteronycus Dejan, 1833
- Heteroglobus Dupuis & Dechambre, 2008
- Microryctes Arrow, 1908
- Musurgus Vauloger, 1898
- Neoryctes Arrow, 1908
- Oxygrilius Casey, 1915
- Oxyligyrus Arrow, 1908
- Papuana Arrow, 1911
- Pentodon Hope, 1837
- Phyllognathus Eschcholtz, 1830
- Podalgus Burmeister, 1847
- Temnorhynchus Hope, 1837

In Europa sono rappresentati solo i generi Calicnemis, Pentodon, Phyllognathus e Temnorhynchus, tutti presenti anche in Italia ad eccezione di Temnorhynchus, di cui non si hanno segnalazioni
Le specie presenti in Italia sono:
- Calicnemis latreillei Castelnau, 1832
- Calicnemis sardiniensis Leo, 1985
- Pentodon algerinum (Herbst, 1789)
- Pentodon bidens (Pallas, 1771)
  - Pentodon bidens punctatus (Villers, 1789)
- Phyllognathus excavatus (Forster, 1771)